# Publius Aelius Paetus
Publius Aelius Paetus (okolo 240 – 174 př. n. l.) byl římský konzul. Byl to prominentní spojenec a podporovatel Scipiona Africana, se kterým byl roku 199 př. n. l. zvolen cenzorem.

## Politická kariéra
V Liviových Dějinách od založení Města je zmíněn pouze několikrát. V roce 202 př. n. l. se stal velitelem jízdy Magister equitum. Byl zvolen praetorem a v roce 201 př. n. l. se stal společně s Gnaem Corneliem Lentulem římským konzulem.
V tomto roce sjednal dohodu s ligurským kmenem Ingaunů. Byl také jmenován jedním z deseti decemvirů, kteří měli za úkol rozdělit pozemky mezi veterány z vojska Scipiona Africana. Jednalo se o oblast Samnia a Apulie.
Zemřel v roce 174 př. n. l. během morové nákazy, která postihla Řím. Jeho syn Quintus Aelius Paetus se stal konzulem v roce 167 př. n. l.

## Rodina
Publius Aelius Paetus byl zřejmě starší syn Quinta Aelia Paeta, praetora, který byl zabit v bitvě u Kann v srpnu roku 216 př. n. l. Jeho mladším bratrem byl Sexta Aelia Paeta Cata, který se stal v roce 198 př. n. l. konzulem a o čtyři roky později cenzorem. Nejlépe je známý díky Ciceronovi jako právník a komentátor Zákona dvanácti desek.
Mezi jejich předky mohl patřit Publius Aelius Paetus, velitel jízdy Magister equitum a od roku 337 př. n. l. římský konzul. Dalším příbuzným mohl být také Gaius Aelius Paetus – konzul zvolený v roce 286 př. n. l.